# Maunga Terevaka

Karte der Osterinsel, Terevaka nördlich der Mitte

Der Maunga Terevaka (auch Ma′unga Terevaka oder kurz Terevaka) ist mit 507 m, nach anderen Angaben 511 m Höhe der höchste Berg der chilenischen Osterinsel (Rapa Nui) im Pazifischen Ozean. Er befindet sich nördlich der Inselmitte, etwa acht Kilometer nordöstlich der Hauptstadt Hanga Roa, und ist der größte und jüngste der drei erloschenen Schildvulkane, die die Insel bilden. Die anderen sind Poike auf der östlichen Halbinsel und Rano Kao im Süden. Die ehemaligen Lavaflüsse aus den Schlackekegeln des unregelmäßigen Vulkans bilden den Großteil der Insel.

## Geologie
Der Ausbruch des Terevaka, bei dem der Berg und damit der Großteil der Osterinsel entstand, fand zwischen Pleistozän und Pliozän vor etwa 360.000 Jahren statt. Dabei verbanden sich die Ausflüsse des Terevaka mit den Kegeln von Poike und Rano Kao, was in der heutigen dreieckigen Inselform resultierte. Das Alter des Lavafeldes bei Roiho wurde auf 110.000 bis 150.000 Jahre datiert. Die letzte Aktivitätsphase des Vulkans bestand aus Eruptionen mehrerer Riftzonen vor etwa 10.000 Jahren; die jüngsten Lavaflüsse kleiner Eruptionen könnten weniger als 2000 Jahre alt sein.
Auf dem Gipfel befindet sich kein Krater, da der Terevaka aus mehreren Eruptionen eines Systems kleiner vulkanischer Zentren entstand. An seinen Hängen befinden sich jedoch viele pyroklastische Krater und miteinander verbundene Vulkankegel, die ein U-förmiges Kammsystem bilden, das sich nach Norden öffnet. In dem größten dieser Krater, unweit südlich des Gipfels, befindet sich der kleinste der drei Seen der Insel, Rano Aroi. Der letzte Lava-Austritt stammt aus dem Maunga Hiva Hiva, weitere bedeutende Vulkankegel sind Maunga Tangaroa, Maunga O Tu’u, Maunga Vaka Kipo, Maunga Kuma, Maunga Omo Anga und Maunga Maea Horu.
Die Lavaflüsse der späteren Eruptionen des Terevaka erzeugten ein großes unterirdisches System aus mehr als 800 Höhlen, Tunneln und Lavakanälen, das zu den größten vulkanischen Höhlensystemen des Planeten zählen soll. Dazu gehören die stark bewachsene Ana Te Pahu, Ana Vai Teka, Ana Te Pora und Ana Kakenga, bekannt als „Höhle der zwei Fenster“.

## Geografie
An den Hängen des Terevaka gibt es zwei ehemalige Steinbrüche. Im Südteil des Kraters und Schlackenvulkans Rano Raraku mit Kratersee am unteren Osthang bauten die Rapanui-Ureinwohner das Gestein für die meisten der berühmten Moai-Statuen ab. Im Krater Puna Pau bei Ahu Akivi wurden aus roter, weicher Vulkanschlacke die Pukao, die „Hüte“ der Moaistatuen, hergestellt. In dem Gebiet befindet sich auch der einzige Fluss der Osterinsel, Ava Ranga Uka, der jedoch nur zeitweise Wasser führt. Aufgrund der Porosität des Vulkangesteins versickert das meiste Regenwasser direkt im Boden, doch hier hat sich eine kleine Schlucht gebildet, in die das überschüssige Wasser der Vaipu-Lagune nahe dem Rano Aroi abfließt. Nach starkem Regen entwickelt der Bach in der Schlucht eine starke Strömung. Uka war der Legende nach der Name eines angesehenen jungen Menschen, der starb, als er nach starkem Regen von dem Fluss mitgerissen wurde.
Aufgrund der Abgelegenheit der Osterinsel im Pazifik gehört der Maunga Terevaka zu den topografisch dominantesten Bergen der Erde. Der nächstgelegene höhere Berg befindet sich in den Anden, mit einer Dominanz von 3832 km befindet sich der Terevaka auf Platz zwölf in der Liste der Berge nach Dominanz. Er ist außerdem der dominanteste Berg mit einer Höhe unter 2000 m.

## Archäologie
Heute sind die Hänge des Terevaka fast baumlos und größtenteils von Gras bewachsen. Früher wuchsen dort jedoch Palmen, aus denen die Rapanui den Großteil des Holzes für ihre Kanus gewannen, auf denen sie Fischfang betrieben. Es wird vermutet, dass der Name Terevaka „Kanus werfen“ bedeutet. Um leichter an das Holz zu kommen, ließen sich viele der Ureinwohner am Fuß des Terevaka nieder, es wurden mehr als 400 Fundamente quadratischer und rechteckiger Häuser aus dem 9. bis 13. Jahrhundert gefunden. Darin befanden sich Toki, Werkzeuge zur Holzarbeit (hergestellt aus Basalt aus dem Rano Aroi), vermutlich wurden hier auch die Vorrichtungen zum Transport der Moai hergestellt. Heutzutage ist die Gegend unbewohnt.
Ausgrabungen des Deutschen Archäologischen Instituts unter der Leitung von Burkhard Vogt fanden im Flussbett des Ava Ranga Uka zwei Dämme und ein steinernes Becken, die von den Ureinwohnern im 14. bis 16. Jahrhundert benutzt wurden, um das auf der Osterinsel kostbare Wasser zu speichern.
Rund um den Maunga Terevaka gibt es sogenannte Ahus, zeremonielle vulkanische Steinplattformen, auf denen Moai stehen. An dem Weg zum Gipfel nahe dem geografischen Zentrum der Insel liegt das Ahu Hanua Nua Mea (Regenbogen-Ahu), auf dem sich nur ein einziger gefallener Moai befindet, dem als einzigem Ahu-Moai der Insel die früher mit Korallen und Vulkangestein ausgefüllten Augenhöhlen fehlen.  Viele der Ahus um den Terevaka sind nur schwer zugänglich und daher nicht so bekannt wie diese in anderen Teilen der Insel. Weitere wichtige Ahus sind Ahu Vaimata und Ahu Maitaki Te Moa.

## Tourismus
Von den Moai in Ahu Akivi aus führt ein leicht begehbarer, reitbarer oder mit dem Mountainbike fahrbarer, 3,5 km langer Weg zum Gipfel des Terevaka, wo oft starke Winde herrschen. Auf dem Gipfel befinden sich ein Steinhaufen mit einem kleinen Moai und ein Pferdeschädel darauf, von dort hat man einen guten Blick über die gesamte Insel. Eine geführte Tour dauert etwa vier Stunden. Eine zweite, 4,5 km lange Route auf den Vulkan beginnt bei Fundo Vaitea. Ursprünglich waren die Wege auch für Motorfahrzeuge zugelassen, zur Verminderung der Erosion wurde dies jedoch verboten. Eine Straße zum Gipfel gibt es nicht, man kann jedoch über das Gras auf guten Pfaden wandern.